# Aljucer
Aljucer es una pedanía perteneciente al municipio de Murcia, en la Región de Murcia (España). Cuenta con una población de 7.699 habitantes (INE 2019) y una extensión de 4,181 km².
La pedanía, aunque muy cerca del centro, está situada en plena huerta de Murcia, rodeada de limoneros y atravesada por un gran número de acequias. El origen de esta pedanía se remonta a tiempos de los árabes y muestra de ello es su huerta.

## Límites
Aljucer limita al norte, con el barrio de La Purísima (antes Barriomar); al este, con la pedanía de San Benito; al oeste, con la pedanía de la Era Alta; y al sur, con las pedanías de San Ginés, El Palmar, La Alberca y Santo Ángel.
Lo que hoy conocemos como Aljucer es resultado de la delimitación municipal aproximada que se hizo en el siglo XIX cuando se constituyó en ayuntamiento durante unos cuantos años.
Aljucer se configura por un núcleo de población que existe desde la Reconquista, y otros núcleos que tienen su propio topónimo como Los Alburquerques, Torre Poyo, Salabosque, Las Barracas, Torre Salinas, La Herrera, Torre de Don Miguel, La Aparecida, Rincón de Merino, Maurillos, Carril de las Palmeras o la Manga del Fraile y Poza.

## Cultura
Sus fiestas populares se celebran en la penúltima semana de junio, también tiene otras fiestas y pasacalles como las Fiestas de Cruz, celebradas en la plaza de la Cruz desde el 29 de abril al 3 de mayo, el Carnaval, donde se celebra un pasacalles por toda la pedanía, el Festival Folclórico de la Amistad de la Peña Huertana el Trillo (mayo) donde hay diversas actuaciones de música folclórica y charlas etnográficas y el Festival Folclórico de la Peña Huertana L´Artesa (junio). También, en enero, hay tradición de representar el Auto de Reyes y Pastores.
El Viernes de Dolores se celebra la Fiesta dedicada a la Patrona, la Virgen de los Dolores, con la celebración de varios actos, entre los que destaca una procesión por las calles del pueblo con la imagen de la Virgen, obra de González Moreno. Otros desfiles procesionales tienen lugar el Jueves Santo y el Viernes Santo, con diversas imágenes.
En la actualidad ésta pedanía tiene tres peñas huertanas, el Trillo, L'artesa y Los Güertanos; dos casinos culturales, Casino Cultural Agropecuario de Aljucer y Sociedad Recreativa y Cultural de Salabosque; dos Centros de Mayores (Aljucer y Los Alburquerques), un Centro de la Mujer, una asociación cultural, Patrimonialjucer, y una asociación juvenil, AJVA,(Asociación Juvenil Villa de Aljucer). AJVA fue fundada el 23 de abril de 2003 para dar respuesta a la necesidad de actividades realizadas por y para jóvenes y cuenta con unos sesenta socios.
Algunos de sus personajes ilustres son el escultor Roque López (discípulo de Salzillo) y el también escultor Juan González Moreno que da nombre a uno de los colegios de esta pedanía.

## Fiestas
A lo largo del año se realizan diversas celebraciones, tanto profanas como religiosas. El Carnaval, la Semana Santa, las Fiestas de la Cruz, las Fiestas Populares, etc., son ejemplo de ello.
El sábado de febrero anterior al Miércoles de Ceniza, se celebra el desfile del Carnaval, con la participación de unas veinte comparsas, entre aljucereñas y visitantes.
Durante la Semana Santa se celebran las tradicionales procesiones. El Viernes de Dolores, la patrona de Aljucer, la Virgen de los Dolores, recorre las calles de la pedanía. Esta procesión se recuperó en el año 2003, después de tres décadas desaparecida. En su anterior época, convocaba gran cantidad de personas no sólo de Aljucer, sino también de pueblos vecinos. El Domingo de Ramos se celebra la tradicional Procesión de las Palmas. El Jueves Santo desfila la Procesión del Silencio, con los pasos de Jesús Nazareno, Cristo Crucificado y la Virgen de los Dolores. Y para terminar, el Viernes Santo se celebra la procesión de la Soledad de Nuestra Señora, con la talla de la Virgen de la Soledad.
Desde el 30 de abril y durante la semana siguiente se celebran las Fiestas de la Cruz. El día 30 se cantan los "mayos" en la Plaza de la Iglesia parroquial de Nuestra Señora de los Dolores y en la Plaza de la Cruz. Durante estos días se adorna con flores la Cruz situada en la Plaza de la Cruz, para su día de fiesta, el 3 de mayo. Asimismo en balcones y ventanas de la pedanía los vecinos colocan sus propias cruces adornadas con flores. Una rondalla recorre el pueblo cantando y bailando música tradicional delante de las cruces, en una tradición recuperada este año por diversas asociaciones de Aljucer llamada "bailar la cruz".
En el mes de junio se celebran las Fiestas Populares de Aljucer, con diversas actividades durante una semana, y que incluyen la tradicional quema de las Hogueras de San Juan. En la Calle Iglesia se coloca un escenario para las actuaciones de todas las noches, y por las tardes se celebran actividades en el Paseo Dr. D. José Gil y en las diversas asociaciones.
También en junio, el día del Corpus Christi, se celebra la tradicional procesión con los niños de Primera Comunión por la calle Mayor.